# Кадина, Ираида Георгиевна
Ираида (Ирина) Георгиевна Кадина (8 января 1921, Киев — 8 ноября 1996, Москва) — советский и российский график, живописец, архитектор и педагог. Кандидат архитектуры (1953). Лауреат Премии Совета Министров СССР (1973). Мастер театрального портрета и монументально-декоративной скульптуры.

## Биография
Ираида Кадина родилась 8 января 1921 года в Киеве в семье художника-архитектора, артиллериста и авиатора Георгия Петровича Кадина (1885—1931). Вскоре семья переехала в Москву. Жили во флигеле дома фабриканта-водочника Смирнова (Садовая-Самотёчная ул., 6), где размещался штаб «Промвоздуха», членом которого был Г. П. Кадин. Ирина с детства увлекалась рисованием, а также театром и музыкой. В 1939 году поступила в Московский архитектурный институт (МАРХИ).
После начала Великой Отечественной войны Ираида Кадина, будучи студенткой второго курса, окончила школу медсестёр. Работала на центральном эвакопункте при институте имени Склифосовского. Занималась доставкой тяжелораненых бойцов с вокзалов и аэродромов в госпитали. В свободное от работы в госпитале время Ираида Кадина вела дневник и делала зарисовки. После войны эти записи сложились в повесть «Аудитория-война», фрагменты которой публиковались в различных книгах и периодических изданиях. Помимо дневника Ираиды Кадиной в повесть вошли письма, отрывки дневников студентов МАРХИ и друзей автора. Иллюстрациями к повести стали выполненные в 1941 году зарисовки. За самоотверженный труд во время Великой Отечественной войны Ираида Кадина была награждена медалью «За оборону Москвы».
После окончания войны Ираида Кадина продолжила учёбу в МАРХИ, где её преподавателями были В. В. Крайнев и М. И. Курилко. Окончила институт в 1946 году; дипломная работа — проект загородной виллы Дипломатического корпуса. Занималась послевоенным восстановлением памятников архитектуры. Работала в Академии архитектуры СССР. В 1950—1956 годах обучалась в художественной студии при Доме архитектора у Ю. И. Герштейна.
С 1956 года принимала участие в художественных выставках. Автор графических портретов, зарисовок, книжных иллюстраций, живописных полотен, архитектурных проектов. Выставки работ Ираиды Кадиной проходили в 1964, 1969 и 1976 годах в Москве. Её произведения экспонировались на зарубежных выставках в Лондоне (1960, 1970) Берлине (1963) и других городах.
В 1953 году защитила диссертацию на соискание учёного звания кандидата архитектуры на тему «Архитектура советских сельскохозяйственных выставок 1923 и 1939 годов». С 1960 года и до конца жизни преподавала в Московском высшем художественно-промышленном училище на кафедрах монументально-декоративной пластики и академического рисунка. Читала лекции по истории пластики и советского искусства. Выпустила более 100 дипломников — скульпторов-монументалистов. Автор ряда учебных пособий по курсу «Композиция», а также монографии «Монументально-декоративная скульптура» (1996). Была награждена почётным знаком «За отличные успехи в области высшего образования СССР».
Активно занималась общественной деятельностью. В МВХПУ была членом высткома, занималась культмассовой работой, руководила студенческим научным обществом. Работала в правлении общества СССР-Великобритания и в литературной секции Центрального дома архитекторов.
Умерла 8 ноября 1996 года.

## Работы
Здания

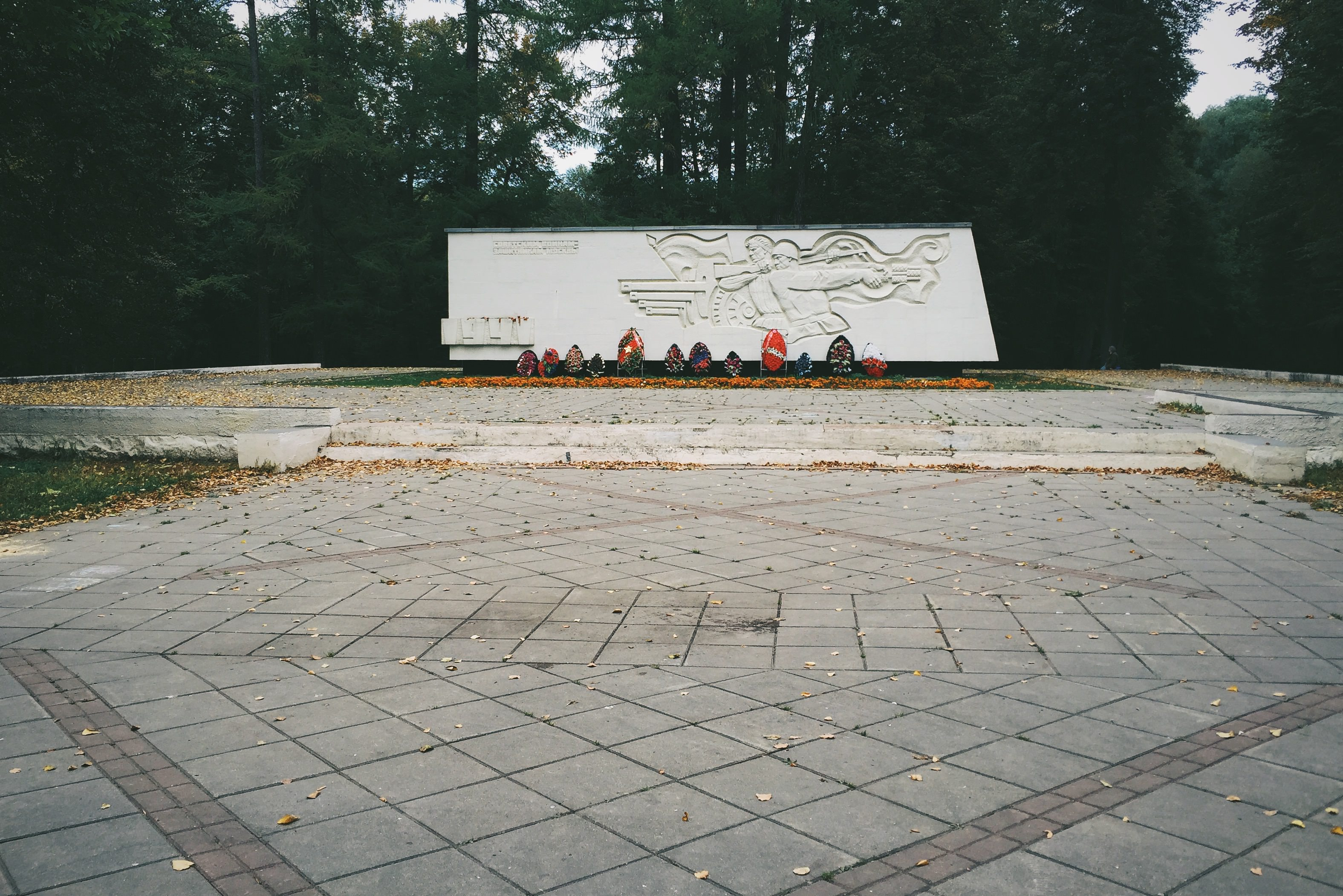
Памятник «Воинам — защитникам Москвы в 1941 г.»

Мемориальная доска В. Я. Станицыну

- Комплекс экспериментальной общеобразовательной школы в городе Люберцы Московской области (1970—1971, совместно с другими, Премия Совета Министров СССР, 1973)[1] — ныне лицей № 42 (ул. Авиаторов, 3)[8]

Памятники
- Памятник «Воинам — защитникам Москвы в 1941 г.» (гранит, песчаник, 1975, скульпторы А. Н. Бурганов, Г. Д. Жилкин, Москва, Грачёвский парк)[1]
- Памятный знак в честь воинов 9-го Бобруйско-Берлинского танкового корпуса (1981, скульптор А. В. Соловьёв, Москва, во дворе школьного здания по адресу: Ломоносовский проспект, дом 21)[9][8]
- Мемориал землякам, погибшим в годы Великой Отечественной войны в селе Аксауре Ульяновской области (1980, скульпторы А. И. Молостов, М. И. Касьянов)[8][3]
- Мемориал воинам-защитникам Москвы «Сожжённая деревня» в селе Леонове Чеховского района Московской области (1985, скульптор С. Савин)[8][3]
- Мемориальный знак 2-й дивизии народного ополчения и морякам 200-го артдивизиона в селе Богородском под Вязьмой (1993, скульптор А. В. Соловьев)[8][3]

Мемориальные доски
- С. А. Лавочкину (бронза, 1975, совместно со скульптором В. Б. Шеловым и архитектором Ю. П. Жернаковым, Москва, Тверская ул., дом 19а)[10]
- Б. В. Иогансону (бронза, 1977, совместно со скульптором И. А. Иогансоном и архитектором Ю. П. Жернаковым, Москва, Фрунзенская наб., дом 36/2)[10]
- В. Я. Станицыну (бронза, 1979, совместно со скульптором Г. Д. Жилкиным и архитектором Ю. П. Жернаковым, Москва, Тверская ул., дом 8, корп. 1)[10]

Портреты
- Актёров в ролях театра им. Е. Б. Вахтангова (в спектаклях «Иди от» по одноимённому роману Ф. М. Достоевского, «На золотом дне» Д. Н. Мамина-Сибиряка, «Гамлет» В. Шекспира — акварель, тушь, пастель, сухая игла, 1953—1961)[1]
- Актёров в ролях Шекспировского мемориального театра («Гамлет», «Ромео и Джульетта», «Король Лир»" — акварель, гравюра на кальке, вырезная гравюра на картоне, 1950—1960-е годы)[1]
- Актёров в ролях театра «Олд Вик» («Макбет» Шекспира — гравюра на кальке, 1961)[1]
- Актёров в ролях Московского академического театра им. В. В. Маяковского («Медея» Евринида, «Гамлет» — гравюра на кальке, вырезная гравюра на картоне, 1959—1961)[1]
- Пианиста Вана Клиберна (гравюра на кальке, 1958—1962)[1]
- Народного артиста СССР Н. П. Хмелева в роли Каренина в спектакле «Анна Каренина» по одноимённому роману Л. Н. Толстого (1939, Музей МХАТ)[1]
- Народного артиста СССР Н. Д. Мордвинова в роли Отелло в одноимённой трагедии Шекспира (темпера, 1964)[1]
- Заслуженной артистки РСФСР Ю. К. Борисовой в роли Настасьи Филипповны в спектакле «Идиот» (темпера, 1965)[1]
- Народной артистки СССР И. К. Архиповой в роли Кармен в одноимённой опере Ж. Визе (темпера, 1967)[1]
- Писателя М. А. Булгакова (1972)[1]
- Дочери Нины (темпера, 1965)[1]
- Дочери Алёны (масло, 1969)[1]
- Отца (масло, 1975—1978, Музей в селе Аксауре Ульяновская области)[1]

Прочие зарисовки и гравюры
- Серия зарисовок «Октябрь 1941 г.» (тушь, 1942—1944)[1]
- Серия зарисовок «Будни эвакогоспиталя» (карандаш, 1942—1944)[1]
- Серия пейзажей «Москва в 1941 г.» (вырезная гравюра на картоне, 1941—1967)[1]
- Серия пейзажей «Всероссийская сельскохозяйственная выставка 1923 г.» (вырезная гравюра на картоне, 1967)[1]
- Триптих по мотивам романа «Мастер и Маргарита» Булгакова (вырезная гравюра на картоне, 1969)[1]

Книжная иллюстрация
- Ряд книг издательства «Детская литература»[1]
- Ряд книг издательства «Наука»[1]
- Альбом «Государственный академический театр имени Е. Б. Вахтангова» (1959)[1]
- «Каменные страницы истории» Б. И. Бродского (1960, совместно с другими)[1]
- Сборник «История Лондона в художественной литературе» (1966)[1]

## Семья
- Муж — Юрий Петрович Жернаков (1916—1998) — архитектор и живописец[2]
  - Дочь — Нина Юрьевна Жернакова (род. 1955) — художник, старший преподаватель в РГХПУ им. Строганова